# MASH (filme)
MASH (bra: M.A.S.H.; prt: M.A.S.H, ou M*A*S*H), ou, na forma estilizada do cartaz do filme, M*A*S*H, é um filme norte-americano de 1970, do gênero comédia dramática de guerra, dirigido por Robert Altman para a 20th Century Fox, com roteiro de Ring Lardner Jr. baseado no romance MASH, de Richard Hooker.
Conta a história de uma unidade médica militar (sigla MASH - Mobile Army Surgical Hospital — "Hospital Cirúrgico Móvel do Exército") durante a Guerra da Coreia, mas com alusões à Guerra do Vietnã, que estava em andamento na época da produção. Com o sucesso alcançado deu origem a aclamada série homônima, exibida originalmente entre 1972 a 1983.

## Elenco
- Donald Sutherland .... cap. Benjamin Franklin Pierce
- Elliott Gould .... cirurgião-chefe John Francis Xavier McIntyre
- Tom Skerritt .... cap. Augustus Bedford Forrest
- Sally Kellerman .... enfermeira-chefe Margaret O'Houlihan
- Robert Duvall .... mj. Frank Burns
- Roger Bowen .... tte.-cel. Henry Braymore Blake
- Rene Auberjonois .... pe. John Patrick Mulcahy
- David Arkin .... sgt. Vollmer
- Jo Ann Pflug .... tte. Maria Schneider
- Gary Burghoff .... cb. Walter O'Reilly
- Fred Williamson.... cap. Oliver Harmon Jones
- Michael Murphy .... cap. Ezekiel Bradbury Marston, IV
- Indus Arthur .... tte. Leslie
- Kim Atwood .... Ho-Jon
- Carl Gottlieb .... cap. "Ugly John" Black
- G. Wood...General de Brigada Charlie Hammond

## Sinopse
Em meio à Guerra da Coreia, irreverentes cirurgiões do Exército dos Estados Unidos brincam com a dor e a morte e desafiam as autoridades, numa tentativa de amenizar os traumas causados pelos vários feridos que chegam a eles diariamente.

## Prêmios e indicações
| Prêmio             | Categoria                                                  | Recipiente                     | Resultado |
| ------------------ | ---------------------------------------------------------- | ------------------------------ | --------- |
| Oscar 1971         | Melhor filme                                               | Ingo Preminger (prod.)         | Indicado  |
| Oscar 1971         | Melhor direção                                             | Robert Altman                  | Indicado  |
| Oscar 1971         | Melhor atriz coadjuvante                                   | Sally Kellerman                | Indicado  |
| Oscar 1971         | Melhor roteiro adaptado                                    | Ring Lardner Jr.               | Venceu    |
| Oscar 1971         | Melhor edição                                              | Danford B. Greene              | Indicado  |
| Globo de Ouro 1971 | Melhor filme - comédia ou musical                          | Ingo Preminger (prod.)         | Venceu    |
| Globo de Ouro 1971 | Melhor direção                                             | Robert Altman                  | Indicado  |
| Globo de Ouro 1971 | Melhor ator - comédia ou musical                           | Donald Sutherland              | Indicado  |
| Globo de Ouro 1971 | Melhor ator - comédia ou musical                           | Elliott Gould                  | Indicado  |
| Globo de Ouro 1971 | Melhor atriz coadjuvante                                   | Sally Kellerman                | Indicado  |
| Globo de Ouro 1971 | Melhor roteiro                                             | Ring Lardner Jr.               | Indicado  |
| BAFTA 1971         | Melhor filme                                               | Ingo Preminger (prod.)         | Indicado  |
| BAFTA 1971         | Melhor direção                                             | Robert Altman                  | Indicado  |
| BAFTA 1971         | Melhor ator                                                | Elliott Gould                  | Indicado  |
| BAFTA 1971         | Melhor roteiro montagem                                    | Danford B. Greene              | Indicado  |
| BAFTA 1971         | Melhor trilha sonora                                       | Johnny Mandel, Herbert Spencer | Indicado  |
| BAFTA 1971         | Prêmio da ONU - filme que melhor incorpora seus princípios | Ingo Preminger (prod.)         | Indicado  |
| Cannes 1970        | Palma de Ouro (melhor filme)                               | Ingo Preminger (prod.)         | Venceu    |

## Produção

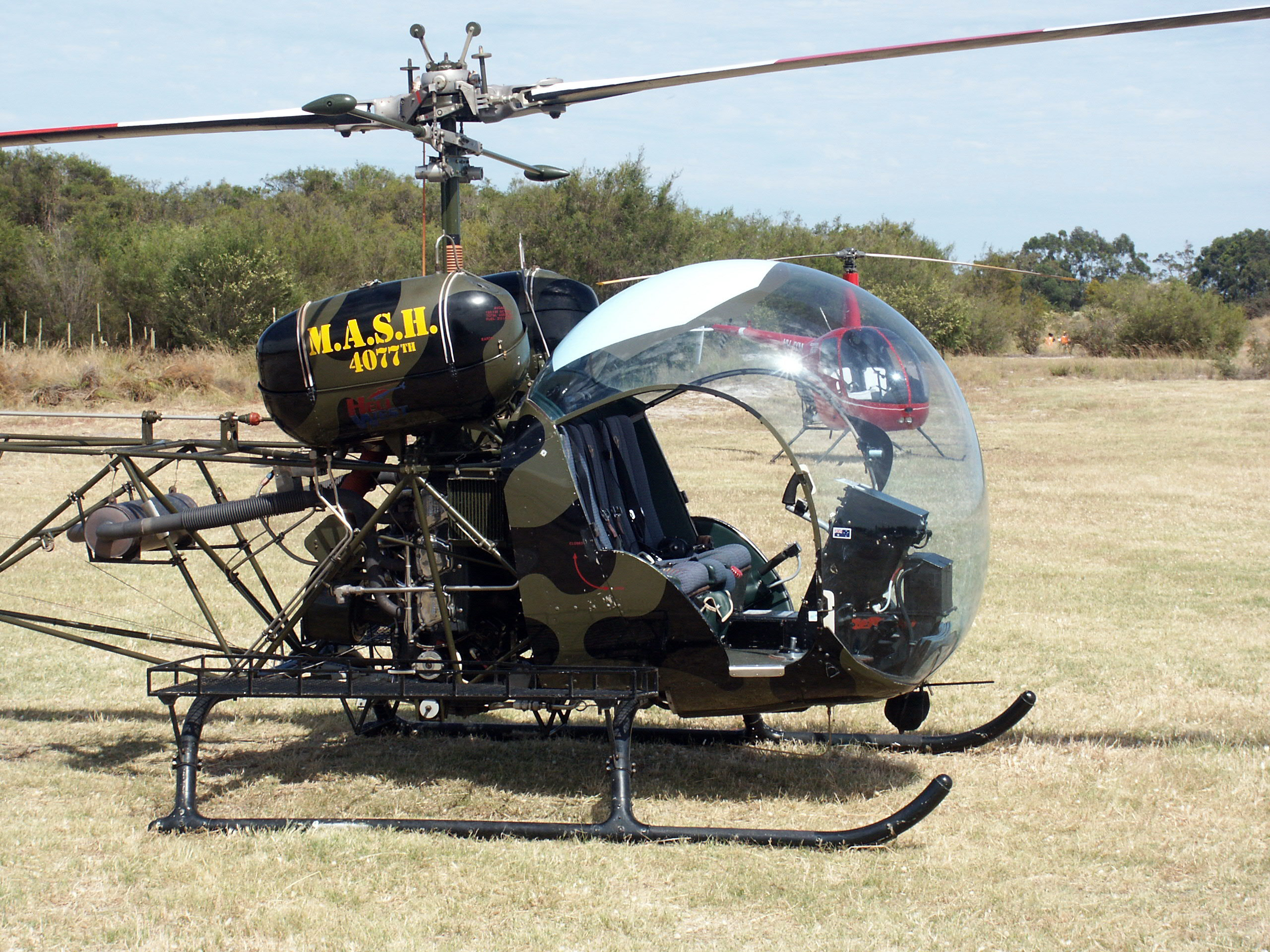
Helicóptero com a identificação (fictícia) e as cores da unidade MASH 4077

As filmagens foram difíceis devido às tensões entre diretor e elenco. Sutherland e Gould passaram mais da metade do tempo tentando despistar Altman. O diretor, até então principiante no meio cinematográfico, não tinha muitas credenciais que justificassem seus meios heterodoxos de filmagem, além de um histórico de recusar produções de baixa qualidade. Altman: "I had practice working for people who don't care about quality, and I learned how to sneak it in." (tradução livre:"Eu tinha experiência em trabalhar para pessoas que não se preocupavam com qualidade, e aprendi a como me esquivar delas").
Na primeira versão editada, havia pouco uso de transmissões pelos alto-falantes. Quando Altman achou que precisava melhorar a estrutura narrativa para ligar os diferentes episódios, o editor Danford Greene sugeriu aumentar esse recurso. Ele pegou uma segunda unidade técnica e fez filmagens adicionais com os alto-falantes. Na mesma noite que essas cenas foram realizadas, os astronautas americanos chegaram à Lua.
Durante a produção, um aviso que menciona a Coreia foi adicionado no início do filme, conforme requisição da 20th Century Fox.